# Río Bravo Airport
Río Bravo Airport är en flygplats i Chile.   Den ligger i regionen Región de Aisén, i den södra delen av landet, 1 600 km söder om huvudstaden Santiago de Chile. Río Bravo Airport ligger 14 meter över havet.
Terrängen runt Río Bravo Airport är huvudsakligen bergig, men den allra närmaste omgivningen är kuperad. Río Bravo Airport ligger nere i en dal. Trakten runt Río Bravo Airport är nära nog obefolkad, med mindre än två invånare per kvadratkilometer.. Det finns inga samhällen i närheten.
I omgivningarna runt Río Bravo Airport växer i huvudsak blandskog.